# تيليدين
تيليدين Tilidine مسكن ألم أفيوني اصطناعي، يستخدم للآلام المتوسطة والحادة، سواء أكانت مزمنة أم حادة، يمكن أن يستخدم في بعض البلدان لعلاج متلازمة الساق المتململة. .

## الأستعمال الطبي

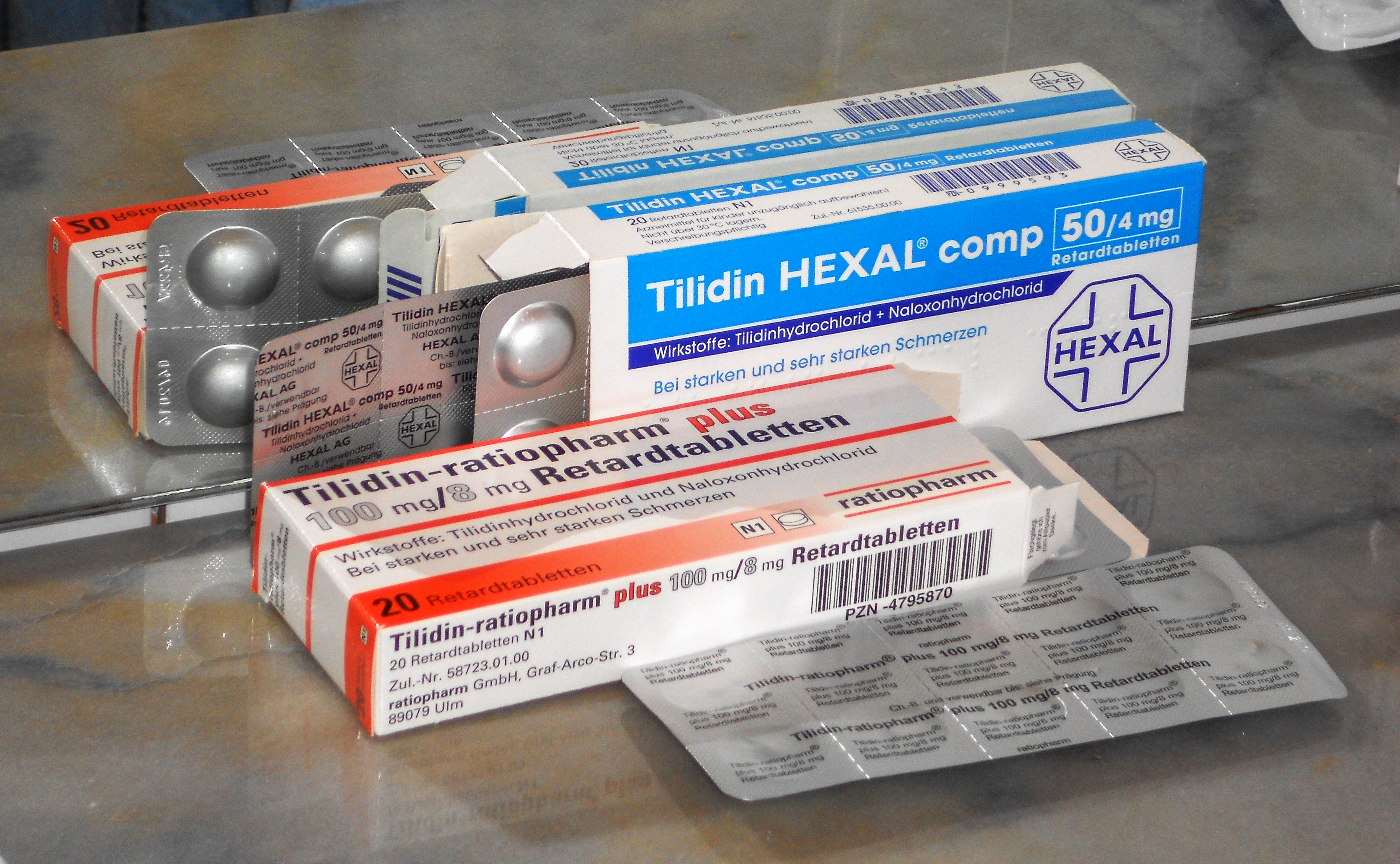
التيليدين

يستخدم منه ملح هيدروكلورايد أو الفوسفات. يباع في ألمانيا على شكل تركيبة ثابتة مع النالكسون عن طريق الفم، حيث يفيد هذا المزج في خفض جرعة المركب الأفيوني.
يعد تيليدين بحد ذاته مركبا أفيونيا ضعيفا، لكنه يستقلب بسرعة في الكبد والقناة الهضمية، إلى مستقلبه nortilidine ثم إلى المستقلب bisnortilidine .

## الأشكال الصيدلانية
- يعطى عن طريق الفم.
- عن طريق المستقيم على شكل تحاميل.
- عن طريق الحقن العضلي وتحت الجلد والحقن الوريدي البطيء.

## الجرعة
- الجرعة المعتادة 50-100ملغ.
- الجرعة اليومية العظمى تصل حتى 600ملغ.

## الآثار الجانبية
- غثيان وإقياء.
- الاعتماد.

## التخليق
يتم اصطناعه بتفاعل ديلز آلدر.